# Eugenia glabrescens
Eugenia glabrescens é um gênero de plantas com flores. Isso foi descrito pela primeira vez por Mazine. Eugenia glabrescens pertence ao gênero Eugenia e à família Myrtaceae. É encontrado no Brasil, no estado do Mato Grosso.